# شنگل‌آباد (بستان‌آباد)
شنگل‌آباد یکی از روستاهای استان آذربایجان شرقی است که در دهستان عباس شرقی بخش تیکمه‌داش شهرستان بستان‌آباد واقع شده‌است.این روستا ۳۹۳ نفر جمعیت دارد.